# كورتيس شيرز
كورتيس شيرز (4 يوليو 1901 – 30 يوليو 1988) هو مبارز بالسيف من الولايات المتحدة راحل، مثّل بلاده في الألعاب الأولمبية الصيفية 1932.

## روابط خارجية
كورتيس شيرز على موقع أوليمبيديا (الإنجليزية)